# SEAT Marbella
SEAT Marbella (кодовое обозначение 141A) — городской автомобиль, выпускавшийся испанской компанией SEAT с 1980 по 1986 год. Являлся ребеджингом Fiat Panda.
В разное время SEAT Marbella выпускался в Памплоне (с февраля 1980 по 29 апреля 1983 года) и Барселоне. В 1983 году автомобиль прошёл рестайлинг и стал называться SEAT Marbella (ранее SEAT Panda). Отличительными особенностями стали радиаторная решётка и другие незначительные изменения.

## История
В 1983 году название Marbella было присвоено люксовому варианту SEAT Panda. После второго рестайлинга, проведённого в декабре 1986 года, автомобиль стал называться SEAT Marbella (кодовые обозначения 28 для SEAT Marbella и 028A для SEAT Marbella Box). Автомобиль был доступен в комплектациях L, Special, XL, GL и GLX.
В 1991 году на Франкфуртском автосалоне был представлен концепт-кар SEAT Marbella Playa. Серийно Marbella выпускался до 1998 года.
Производными моделями стали: фургоны SEAT Terra (24/024A, 1987—1996) и SEAT Trans (1980—1986), а также папамобиль (1982). Подразделение Emelba выпускало следующие модели:
- Emelba Elba Cinco;
- Emelba Pandita 4x4;
- Emelba Chato/903;
- SEAT Panda с дизельным двигателем Daihatsu[6].

### Отличия
Отличия между Panda и Marbella заключаются в передней и задней части. В то же время объём багажника составляет 272 литра (при сложенных задних сиденьях — 1088 литров).

## Особенности
SEAT Marbella в значительной степени оснащался двигателями и трансмиссиями от Fiat 127. В основном, автомобиль оснащался рядным четырёхцилиндровым двигателем объёмом 903 см3 и мощностью 29 кВт (40 л. с.). Компания Apisca поставляла двигатели мощностью 44 кВт (60 л. с.). Позднее в моторную гамму был добавлен двухцилиндровый двигатель Panda 35 объёмом 843 см3. Он развивал мощность 25 кВт (34 л. с.) при 5600 об/мин и максимальную скорость 131 км/ч. Двигатель объёмом 850 см3 развивал максимальную скорость 125 км/ч, а двигатель объёмом 903 см3 получил электронный впрыск топлива, что уменьшило объём до 899 см3.

## Галерея

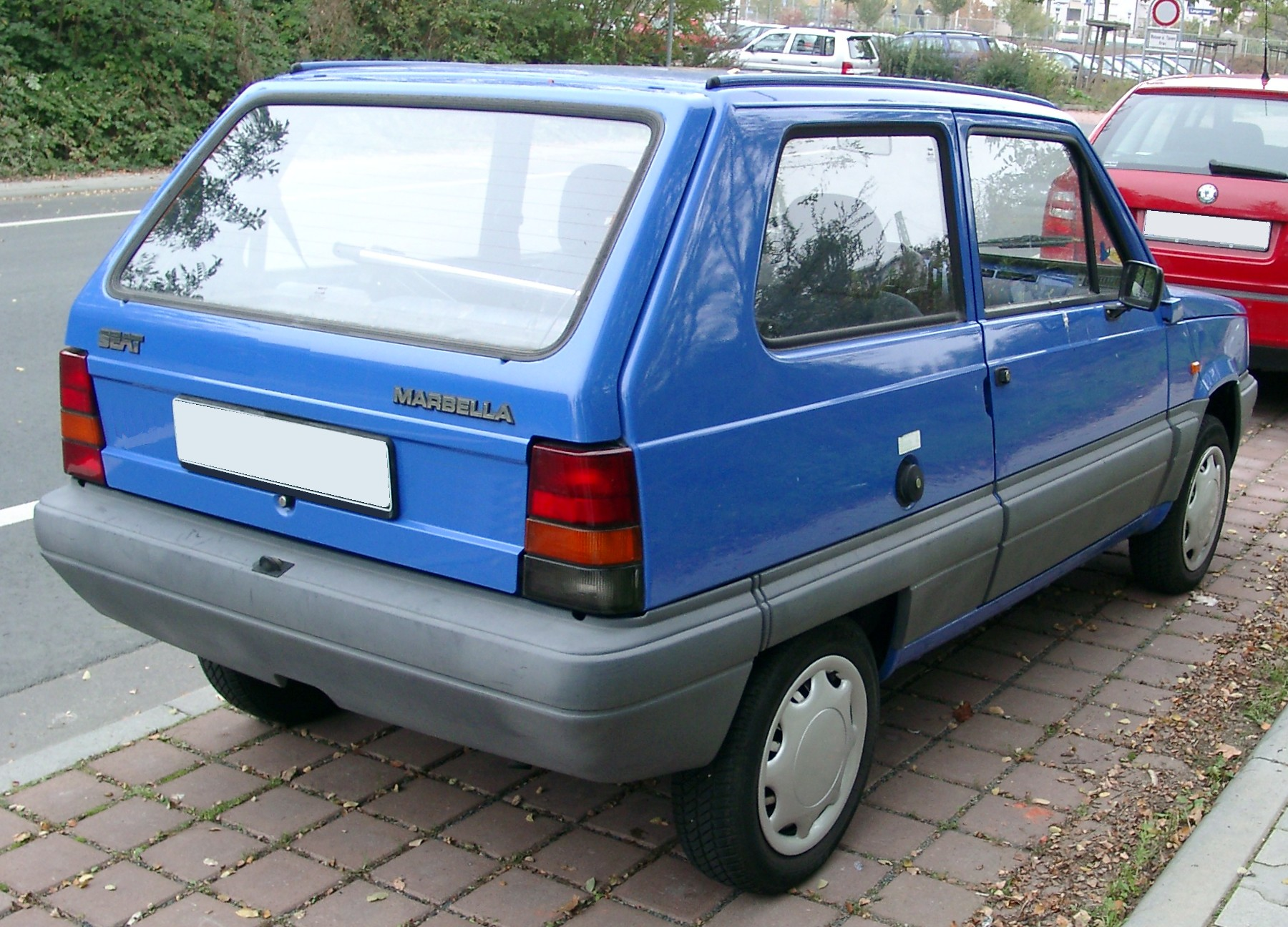
Вид сзади
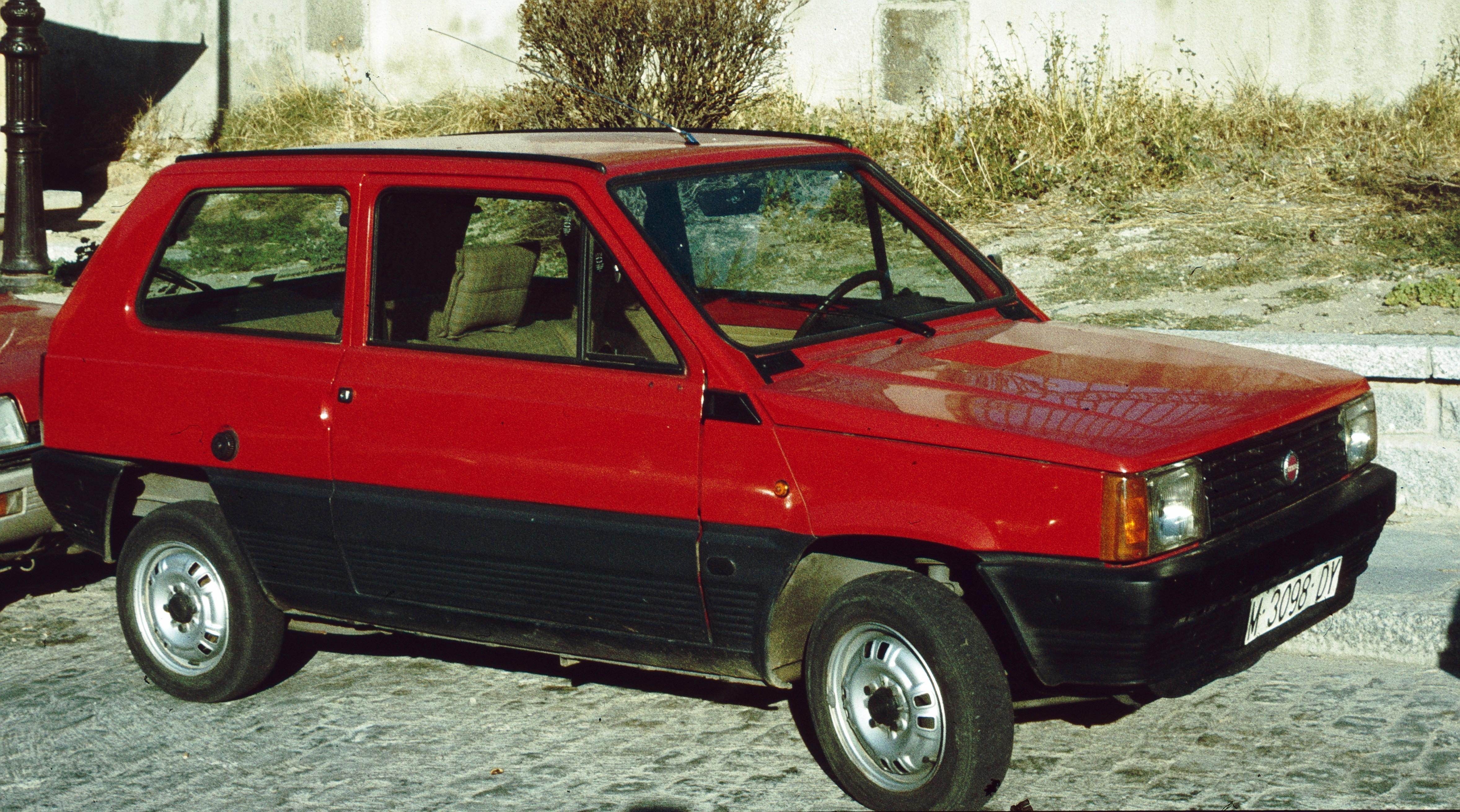
SEAT Panda
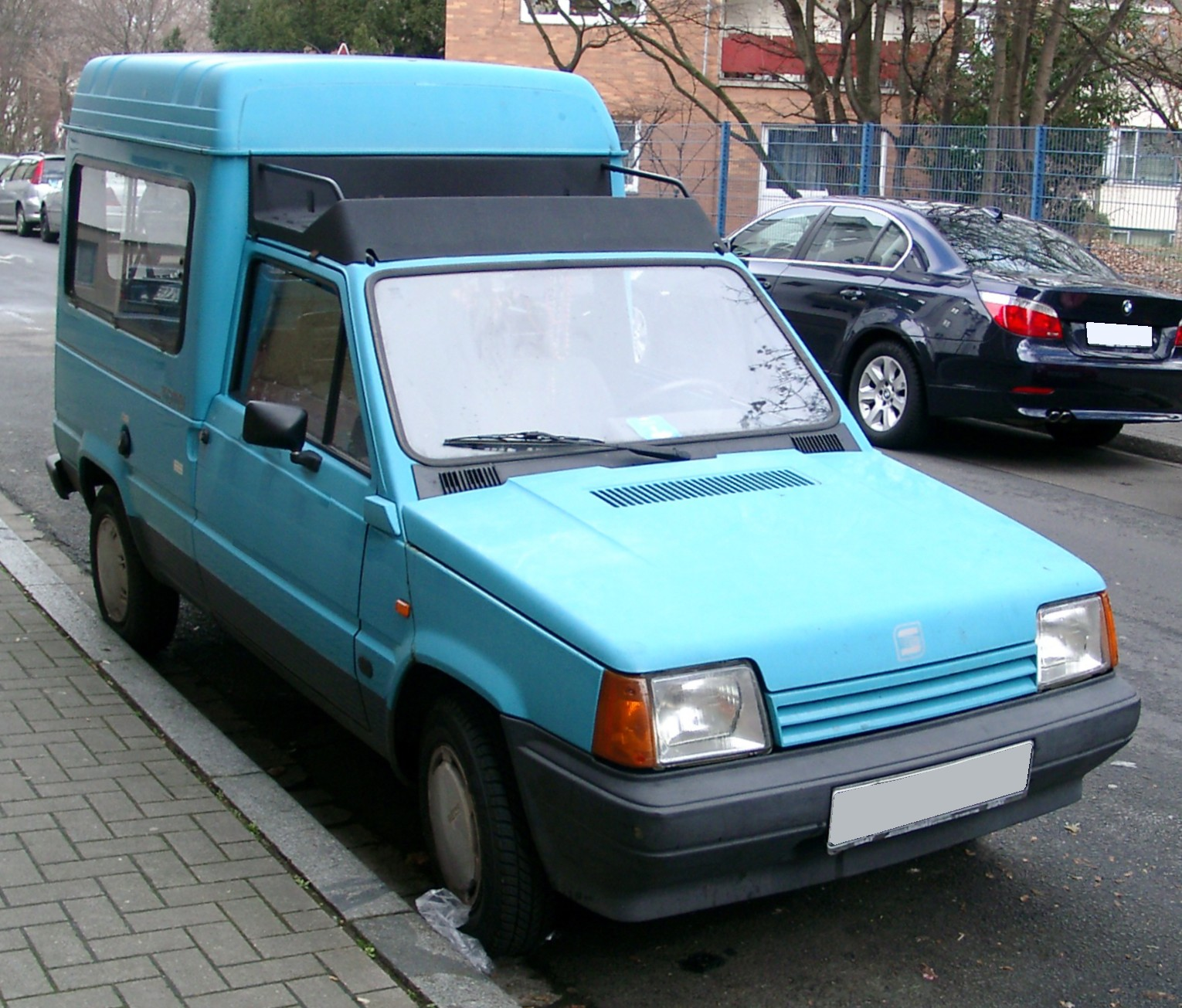
SEAT Terra
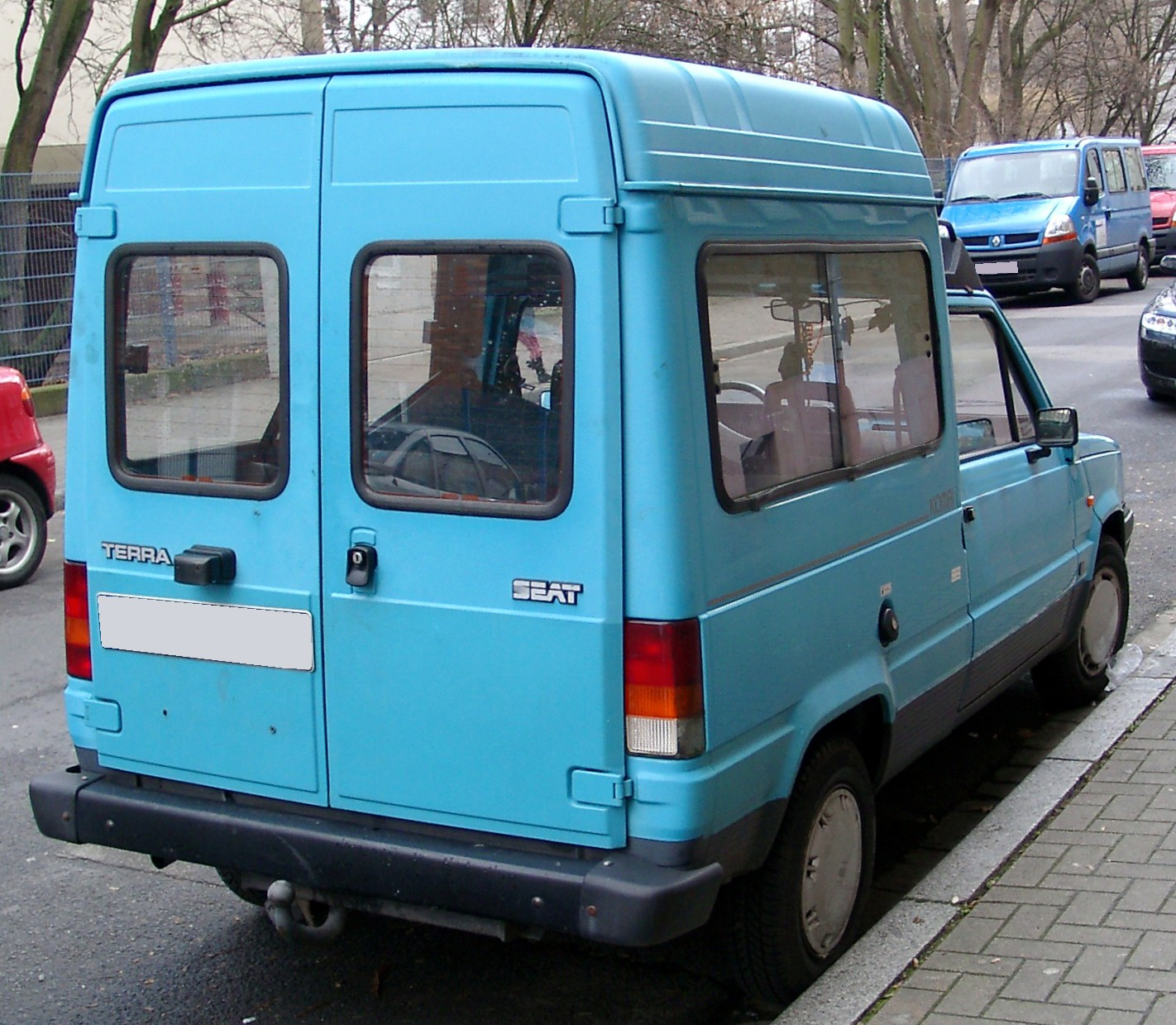
SEAT Terra
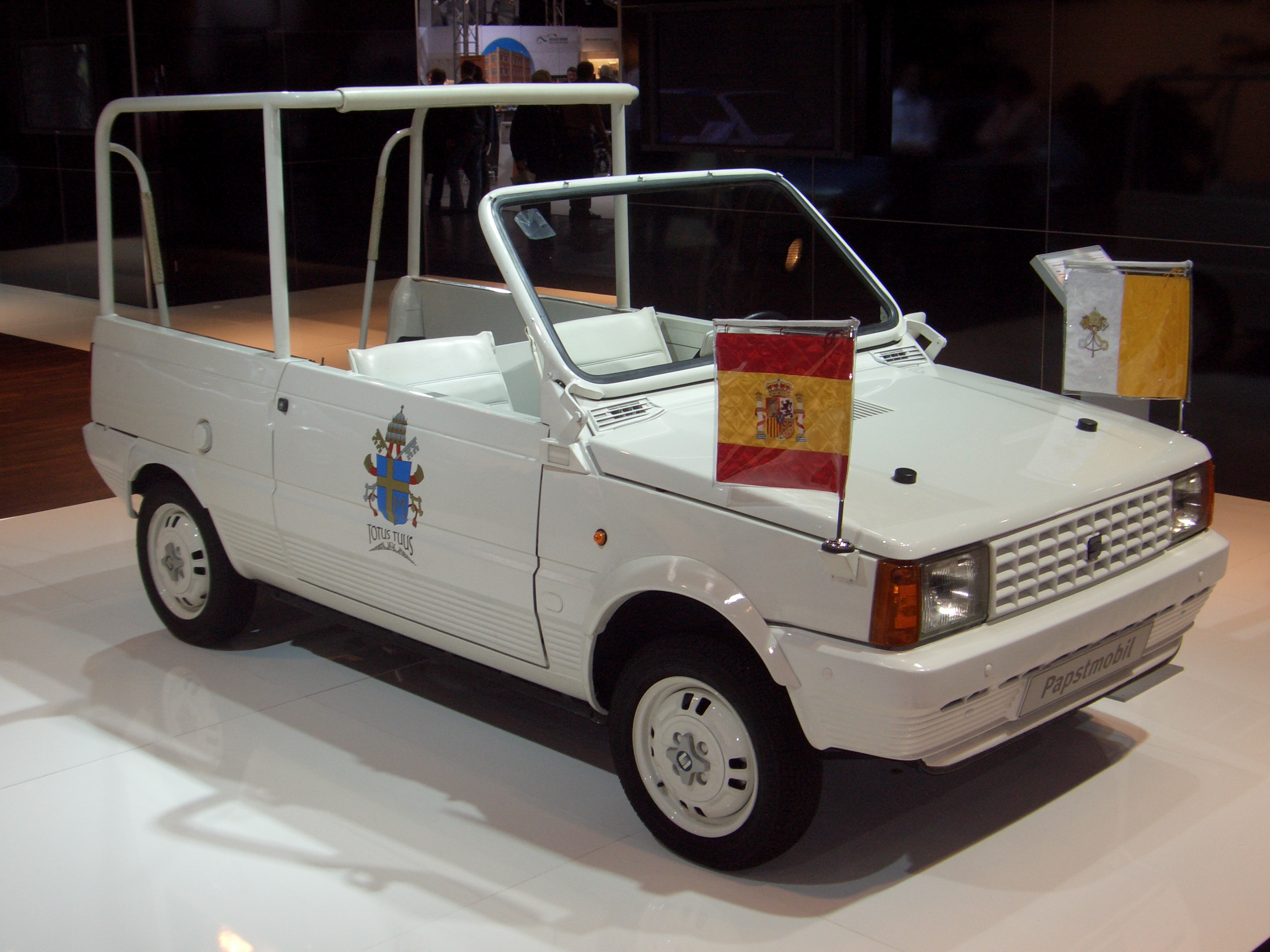
Папамобиль
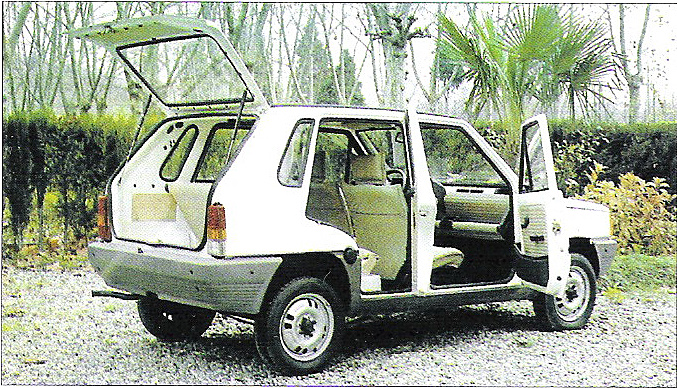
Emelba Elba
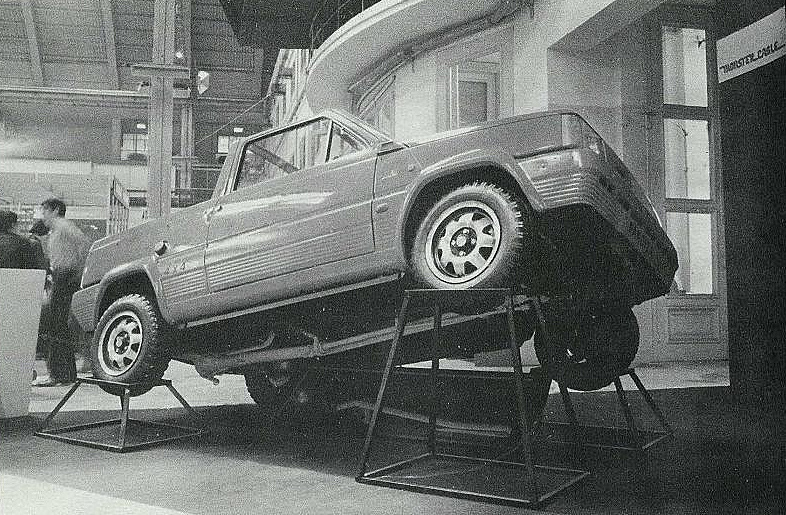
Emelba Pandita 4x4
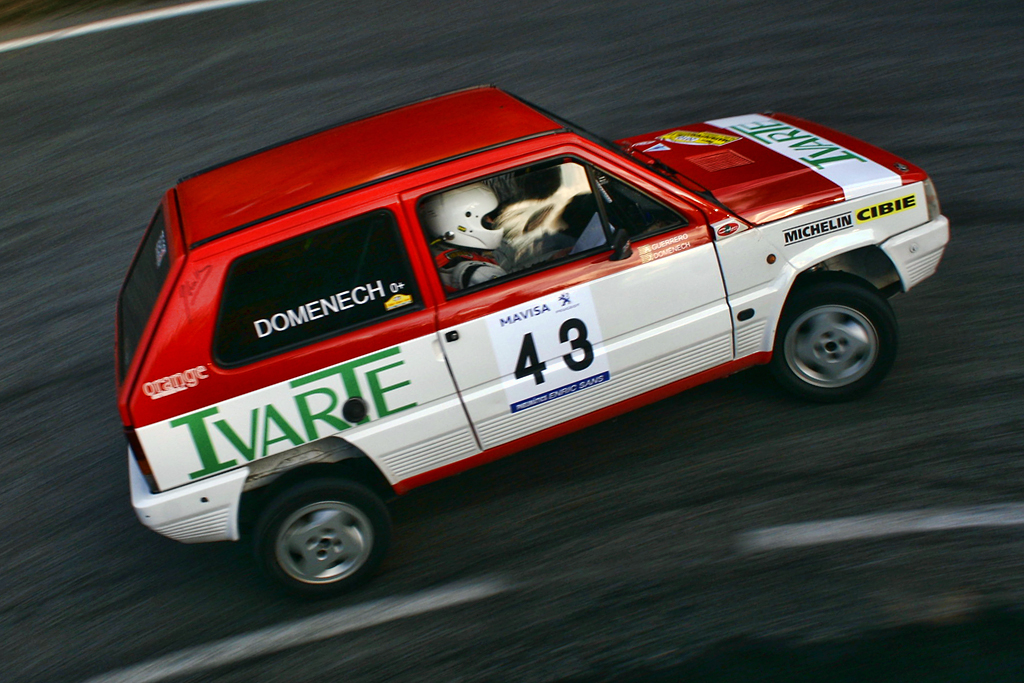
SEAT Panda, управляемый Хоакимом Доменеком для гоночной команды «Black MotorSport».

## Продажи
| Модель              | 1986   | 1987   | 1988   | 1989   | 1990   | 1991   | 1992   | 1993   | 1994   | 1995   | 1996   | 1997   | 1998  |
| ------------------- | ------ | ------ | ------ | ------ | ------ | ------ | ------ | ------ | ------ | ------ | ------ | ------ | ----- |
| SEAT Marbella/Panda | 36,879 | 56,893 | 71,519 | 82,935 | 90,903 | 80,005 | 74,637 | 33,216 | 27,102 | 29,621 | 21,930 | 18,139 | 2,337 |
| SEAT Terra/Trans    | 18,444 | 18,238 | 24,925 | 22,007 | 35,430 | 22,198 | 25,034 | 10,626 | 6,517  | —      | —      | —      | —     |